# Шмідефельд-ам-Реннштайг
Шмідефельд-ам-Реннштайг (нім. Schmiedefeld am Rennsteig) — громада в Німеччині, розташована в землі Тюрингія. Входить до складу району Ільм. Складова частина об'єднання громад Реннштайг.
Площа — 18,43 км2. Населення становить Невірний параметр metadata 16 070 046 ос. (станом на 31 грудня 2021).

## Галерея

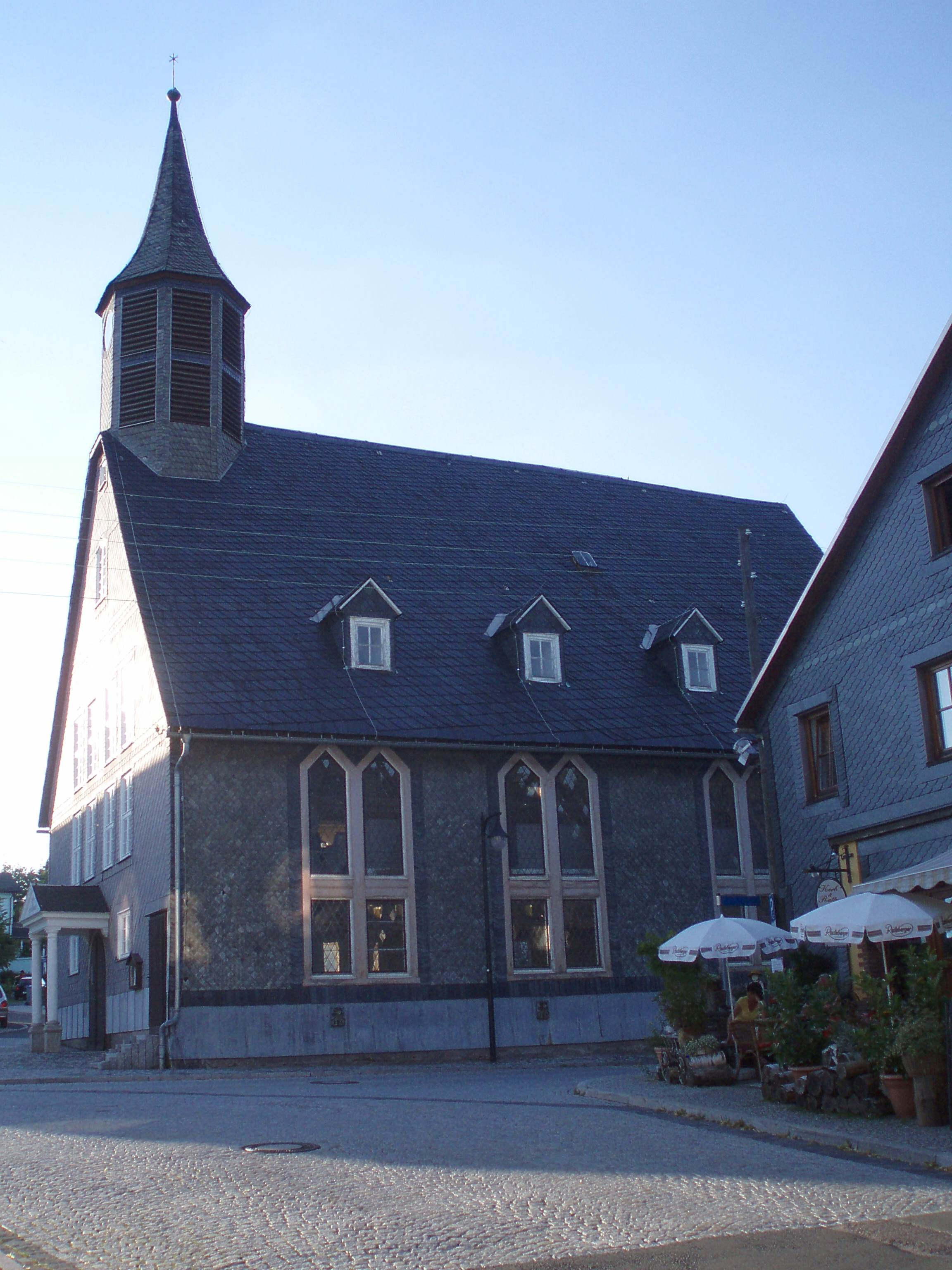
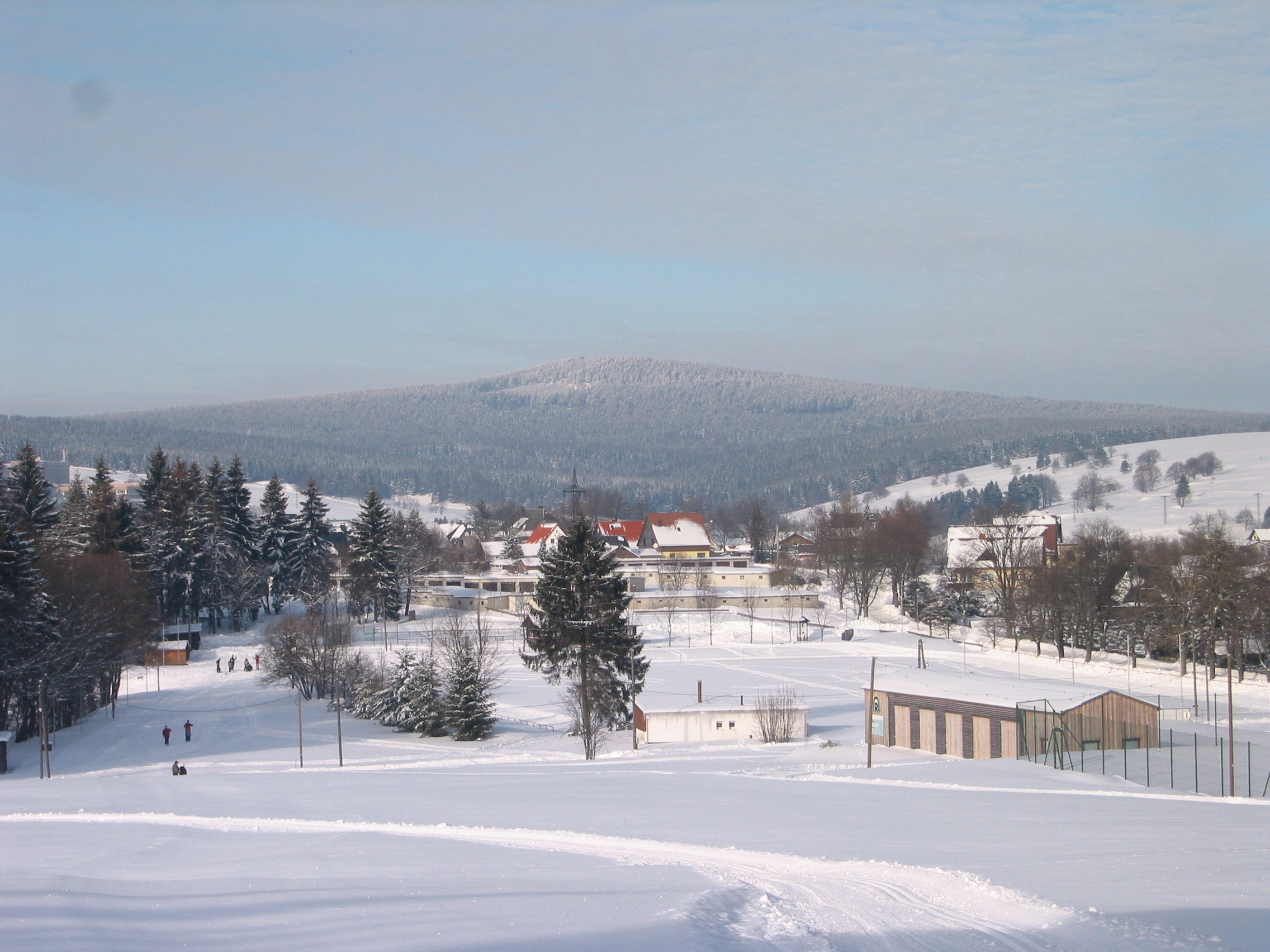
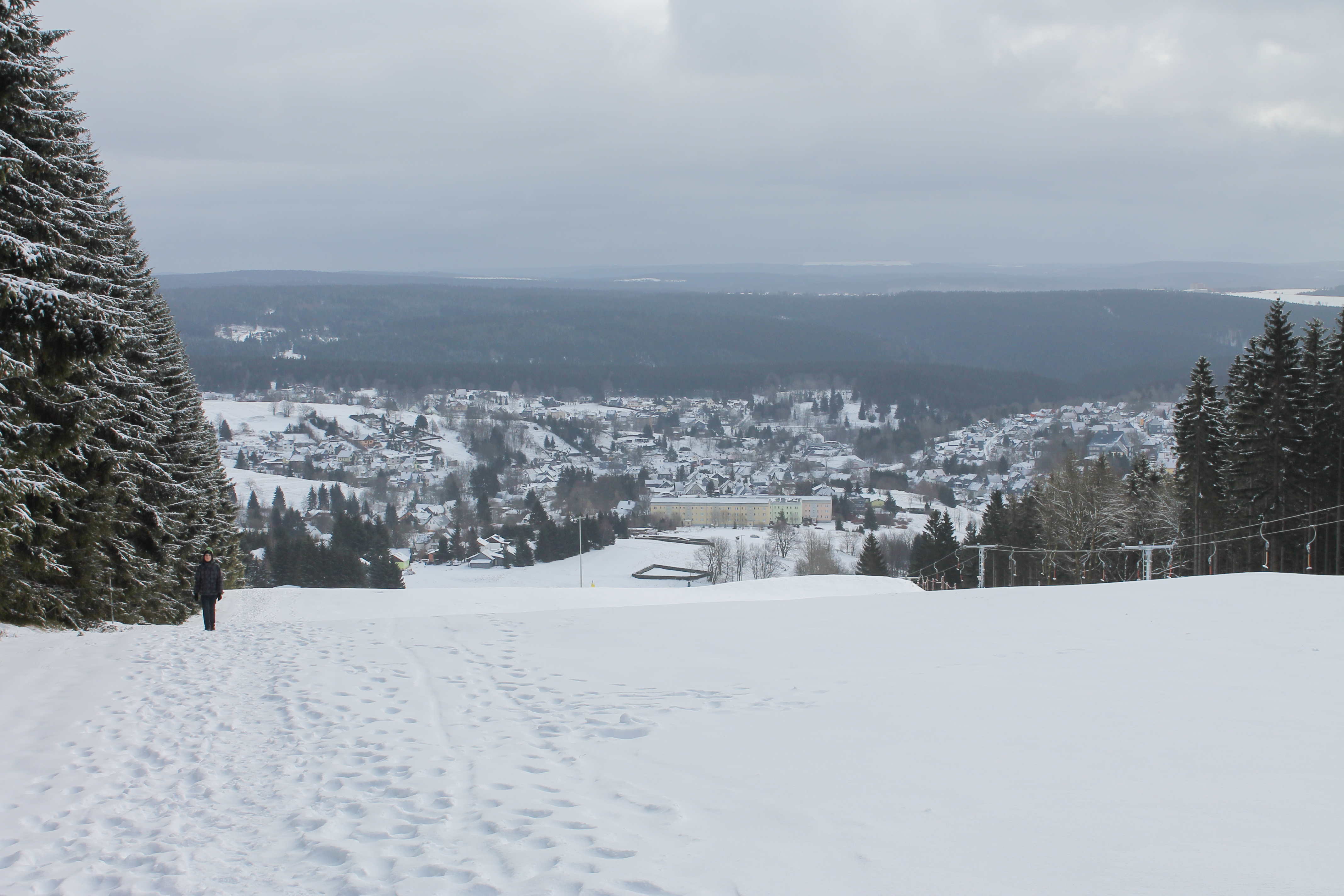
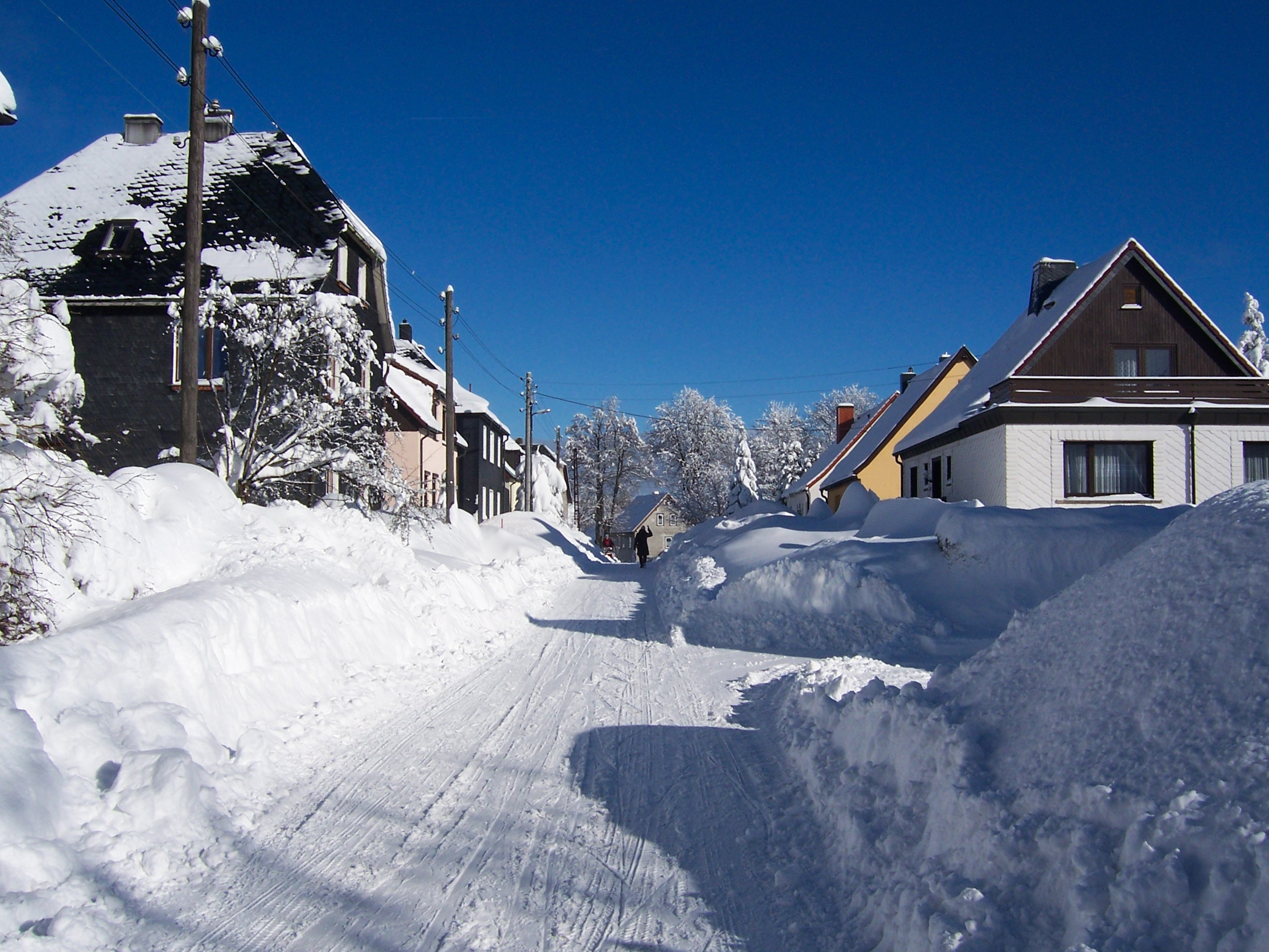